# Politique dans le Gard
Le département français du Gard est un département créé le 4 mars 1790 en application de la loi du 22 décembre 1789, à partir de  l'ancienne province de Languedoc. Les 351 actuelles communes, dont presque toutes sont regroupées en intercommunalités, sont organisées en 23 cantons permettant d'élire les conseillers départementaux. La représentation dans les instances régionales est quant à elle assurée par six conseillers régionaux. Le département est également découpé en 6 circonscriptions législatives, et est représenté au niveau national par six députés et trois sénateurs. 

## Représentation politique et administrative

### Préfets et arrondissements

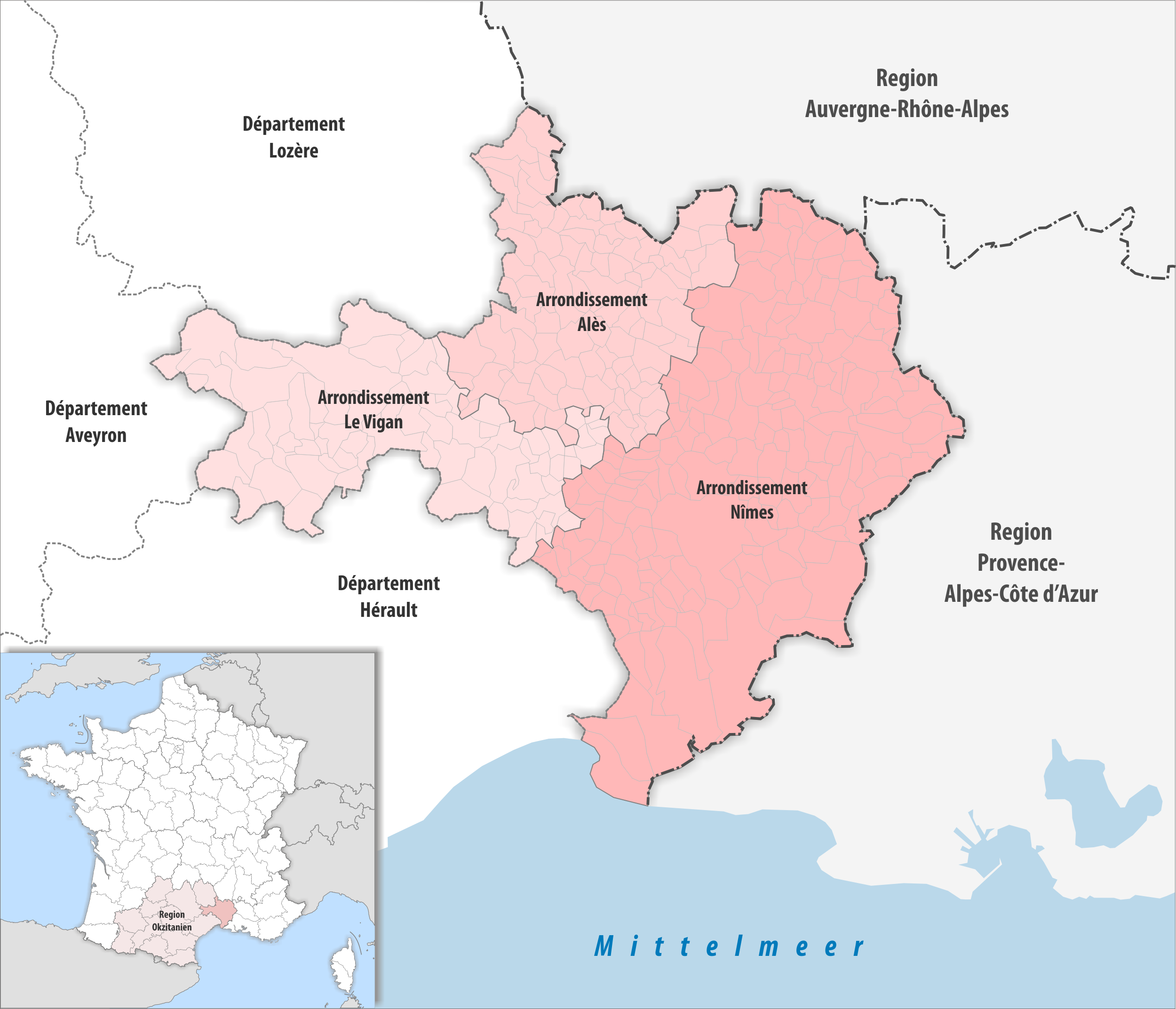
Arrondissements

En 2012, le département du Gard est découpé en trois arrondissements :
- l'arrondissement de Nîmes représenté par le préfet Hugues Bousiges, regroupe : canton d'Aigues-Mortes - canton d'Aramon - canton de Bagnols-sur-Cèze - canton de Beaucaire - canton de Lussan - canton de Marguerittes - canton de Nîmes-1 - canton de Nîmes-2 - canton de Nîmes-3 - canton de Nîmes-4 - canton de Nîmes-5 - canton de Nîmes-6 - canton de Pont-Saint-Esprit - canton de Remoulins - canton de Rhôny-Vidourle (chef-lieu à Aimargues) - canton de Roquemaure - canton de Saint-Chaptes - canton de Saint-Gilles - canton de Saint-Mamert-du-Gard - canton de Sommières - canton d'Uzès - canton de Vauvert - canton de Villeneuve-lès-Avignon - canton de La Vistrenque (chef-lieu à Bouillargues).
- l'arrondissement d'Alès représenté par le sous-préfet Christophe Marx, regroupe : canton d'Alès-Nord-Est - canton d'Alès-Ouest - canton d'Alès-Sud-Est - canton d'Anduze - canton de Barjac - canton de Bessèges - canton de Génolhac - canton de La Grand-Combe - canton de Lédignan - canton de Saint-Ambroix - canton de Saint-Jean-du-Gard - canton de Vézénobres.
- l'arrondissement du Vigan représenté par le sous-préfet Gilles Bernard, regroupe : canton d'Alzon - canton de Lasalle - canton de Quissac - canton de Saint-André-de-Valborgne - canton de Saint-Hippolyte-du-Fort - canton de Sauve - canton de Sumène - canton de Trèves - canton de Valleraugue - canton du Vigan.

En 2012, l'État est représenté dans le département par le préfet Hugues Bousiges et les sous-préfets Christophe Marx et Gilles Bernard.

### Conseillers départementaux

Cantons et affiliations à l'issue des élections de 2021.

### Députés et circonscriptions législatives

Circonscriptions et affiliations à l'issue des élections de 2024.

| Circ. | Nom                      |  | Parti | Groupe                               | Suppléant              |
| ----- | ------------------------ |  | ----- | ------------------------------------ | ---------------------- |
| 1re   | Yoann Gillet             |  | RN    | Rassemblement national               | Jean-Pierre Fuster     |
| 2e    | Nicolas Meizonnet        |  | RN    | Rassemblement national               | Caroline Devaux        |
| 3e    | Pascale Bordes           |  | RN    | Rassemblement national               | Catherine Dellong-Meng |
| 4e    | Pierre Meurin            |  | RN    | Rassemblement national               | Aurélie Delwarte       |
| 5e    | Alexandre Allegret-Pilot |  | UDR   | Union des droites pour la République | Nina Rafati            |
| 6e    | Sylvie Josserand         |  | RN    | Rassemblement national               | Laurence Gardet        |

### Sénateurs
| Nom            |  | Parti | Groupe                                | Autres mandats (passés ou actuels) |
| -------------- |  | ----- | ------------------------------------- | ---------------------------------- |
| Vivette Lopez  |  | LR    | Les Républicains                      |                                    |
| Laurent Burgoa |  | LR    | Les Républicains                      |                                    |
| Denis Bouad    |  | PS    | Socialiste, écologiste et républicain |                                    |

### Conseillers régionaux
Présidence : Carole Delga (Haute-Garonne)
|            | Parti | Siège |
| ---------- | ----- | ----- |
| Majorité   |       |       |
|            | DVG   | 5     |
|            | PS    | 3     |
|            | PRG   | 1     |
|            | PC    | 1     |
|            | ÉCO   | 1     |
| Opposition |       |       |
|            | RN    | 5     |
|            | LR    | 2     |

### Maires

Carte des 351 communes du Gard au 1er janvier 2023.

| Commune                | Maire              |  | Parti | Élection | Population |
| ---------------------- | ------------------ |  | ----- | -------- | ---------- |
| Alès                   | Max Roustan        |  | LR    | 1995     | 45 025     |
| Bagnols-sur-Cèze       | Jean-Yves Chapelet |  | PS    | 2017     | 18 124     |
| Beaucaire              | Julien Sanchez     |  | RN    | 2014     | 15 695     |
| Nîmes                  | Jean-Paul Fournier |  | LR    | 2001     | 150 444    |
| Pont-Saint-Esprit      | Valère Segal       |  | DVC   | 2024     | 10 759     |
| Saint-Gilles           | Eddy Valadier      |  | LR    | 2014     | 14 427     |
| Vauvert                | Jean Denat         |  | PS    | 2015     | 11 772     |
| Villeneuve-lès-Avignon | Pascale Bories     |  | LR    | 2020     | 12 950     |